# Iszlám üvegművesség

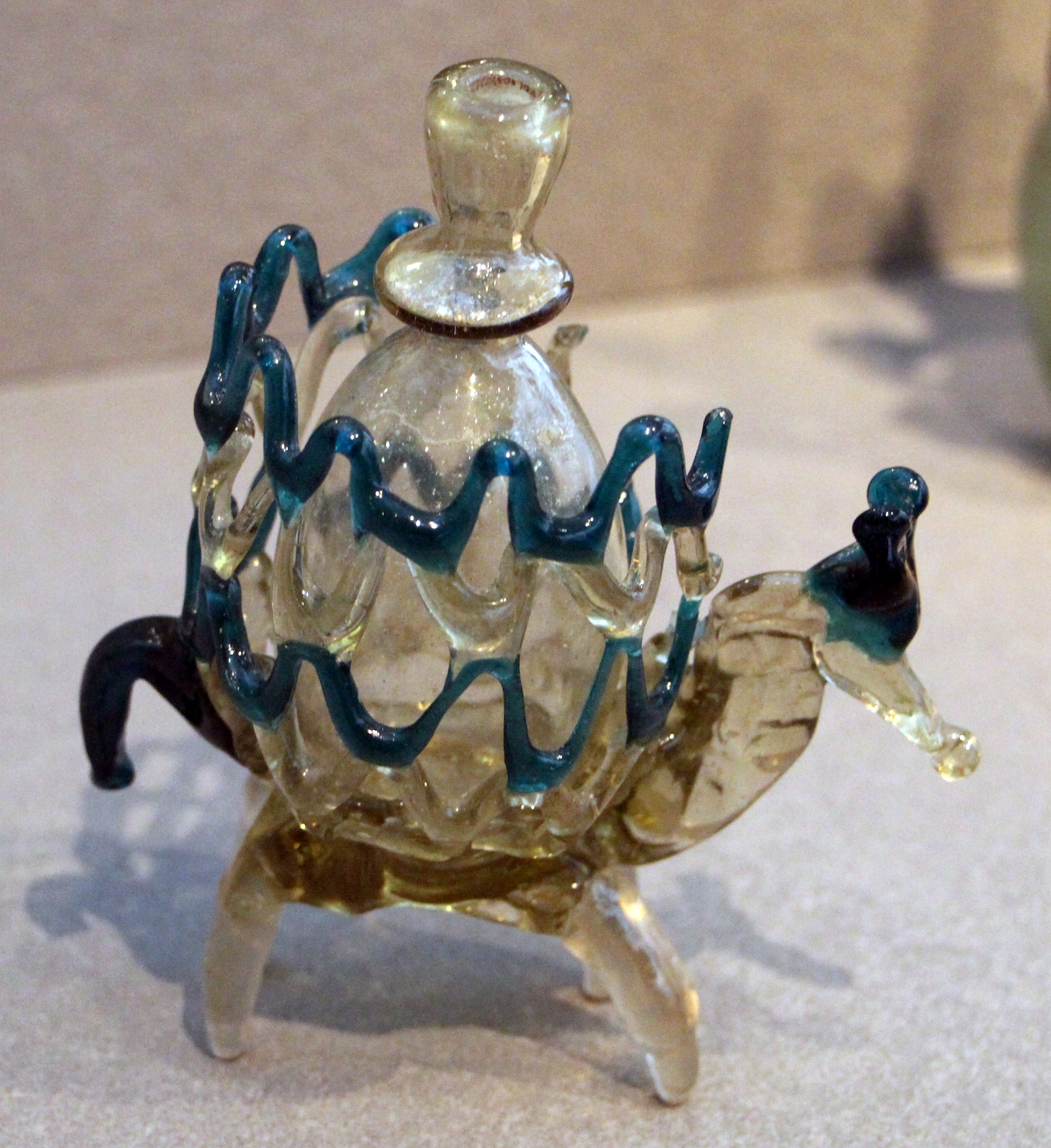
Illatszertartó a rendkívül kedvelt teve alakzattal (dromedár-kancsó), Szíria, 7-8. század

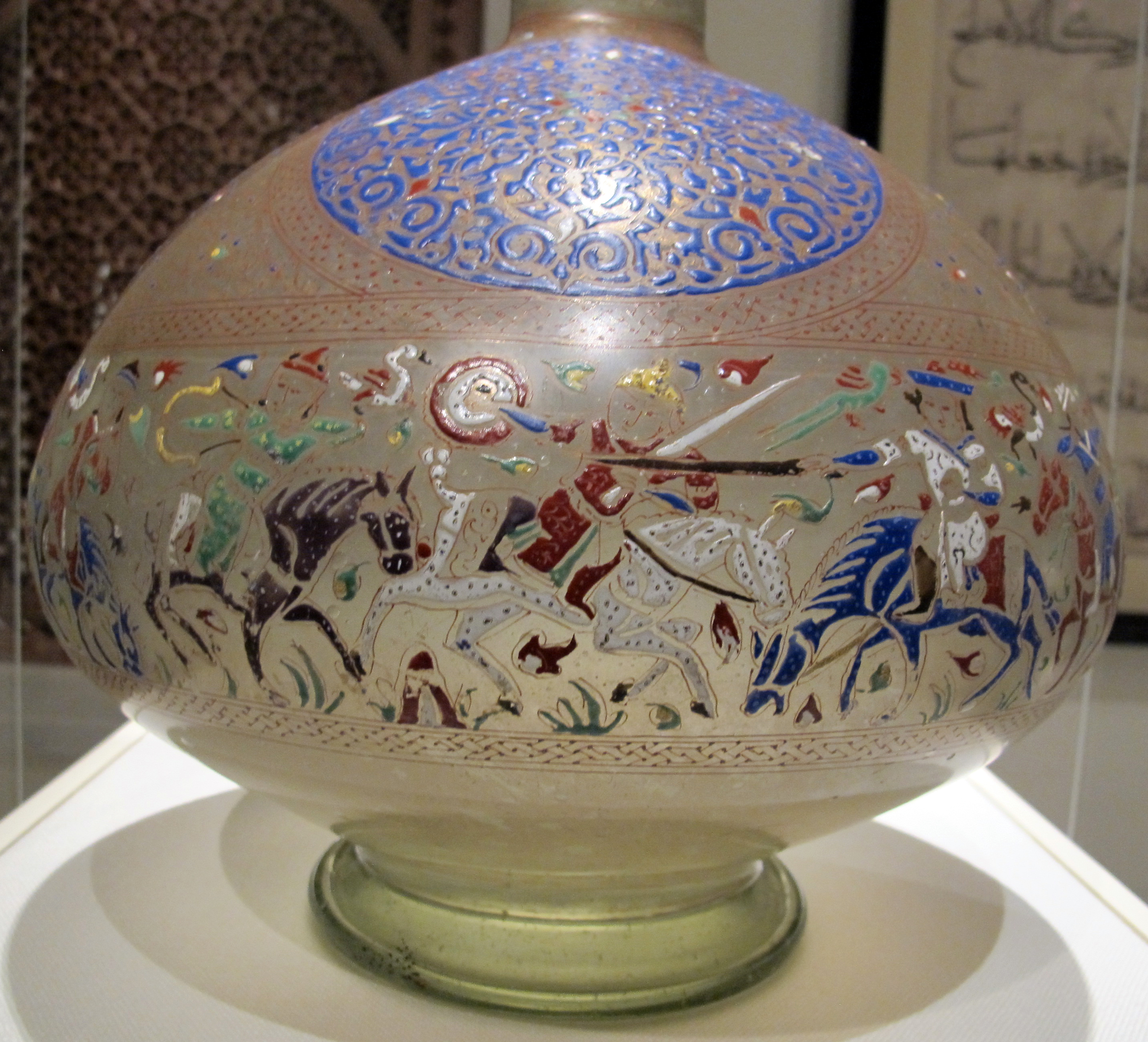
Zománcozott üvegedény a mamlúk korszakból, 13. század, Egyiptom vagy Szíria

Az iszlám üvegművesség úgy az alkalmazott technikák, mint a sokszínű, jellegzetes forma és díszítőmotívumok tekintetében is önálló fejezet az üvegművesség történetében.  
Az arab hódítások kezdeti szakaszában, a hetedik században az üvegipar Egyiptomban és Nyugat-Ázsia több nagyvárosában már több mint két évezrede virágzott.  A muszlim üvegművesek a már kidolgozott technikákat átvették a bizánci és a szászánida mesterektől, köztük az üvegfúvást, az öntést, az olvadt üveggel való műveleteket amelyekkel különböző gazdagon díszített használati tárgyakat készíthettek. Az iszlám világban a hetedik és a tizennegyedik század közé esik az üvegművesség nagy újító és virágzó korszaka, ahol kidolgozták a csiszolt domborműtechnikát, az aranyozást és zománcberakásos eljárásokat, amivel létrejött a muszlim üvegművesek vitathatatlan fölénye a korabeli világban.

## Technikák

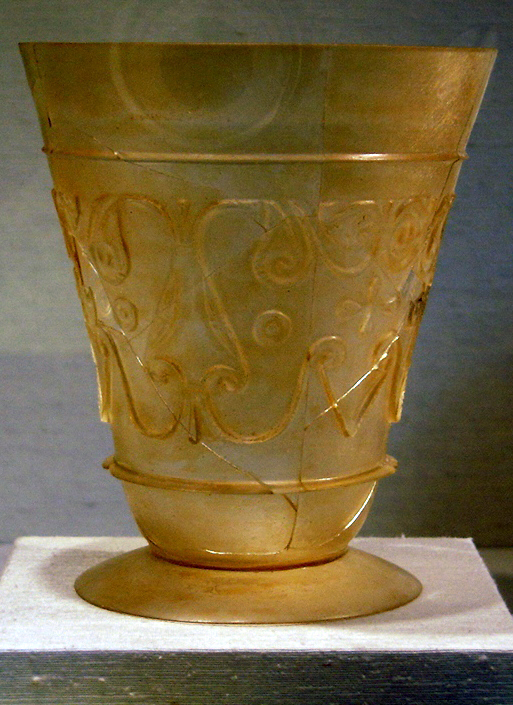
Relieftechnikával díszített üvegserleg

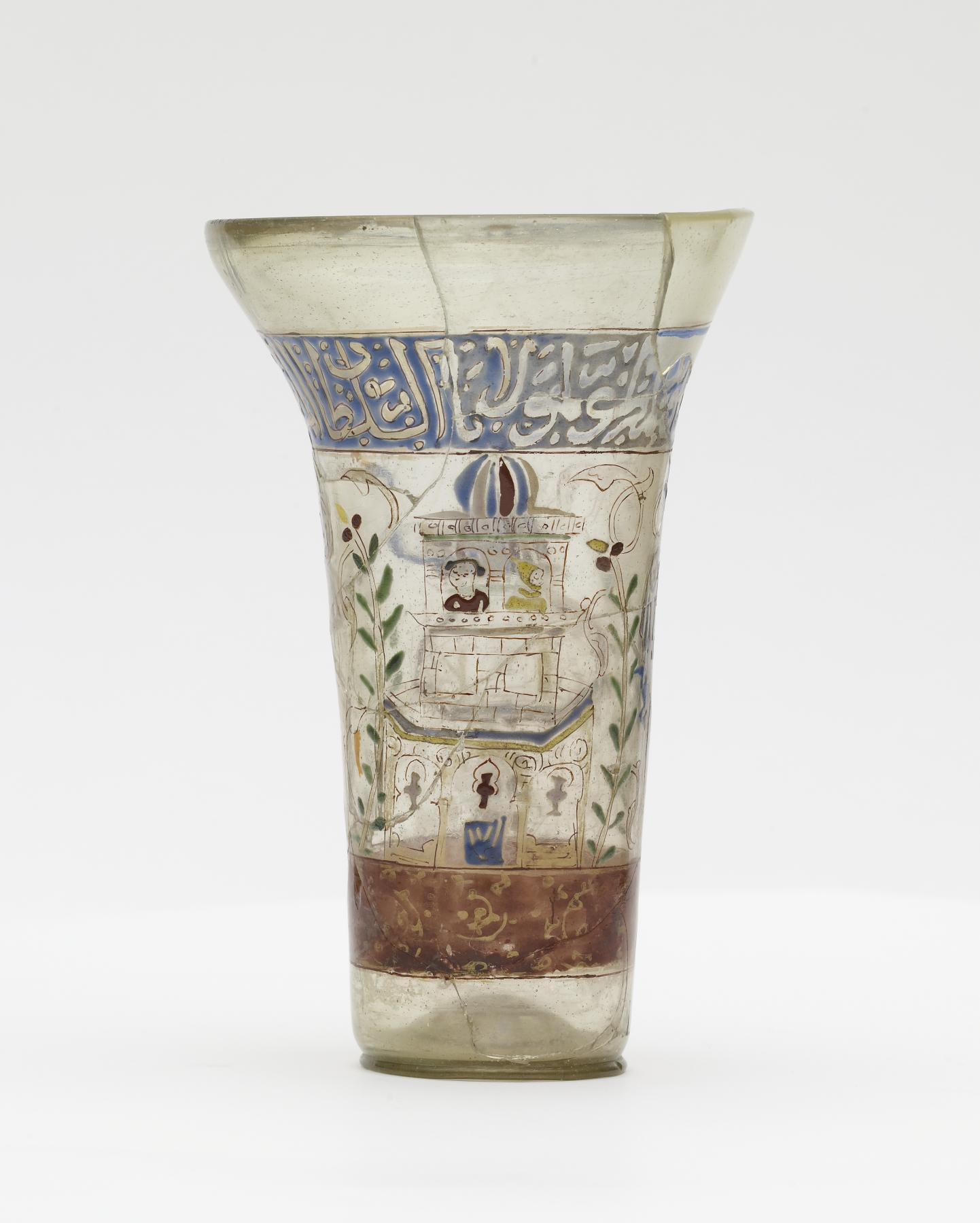
Aranyozott és zománcozott edény a 13. századból, a keresztes háborúk időszakából

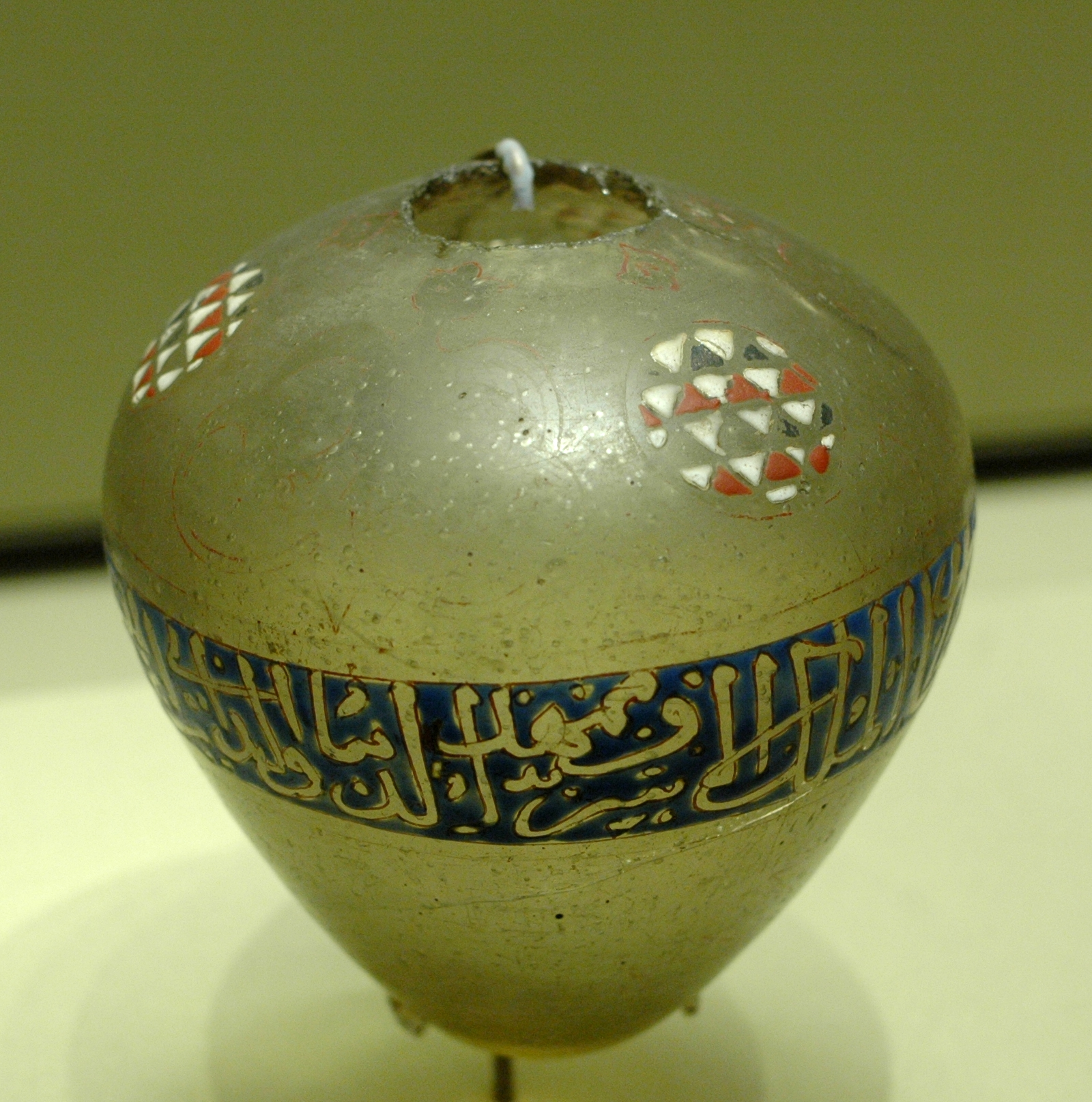
Öntött üvegtárgy Jemenből, zománcozott, aranyozott díszítéssel a 13. század végéről

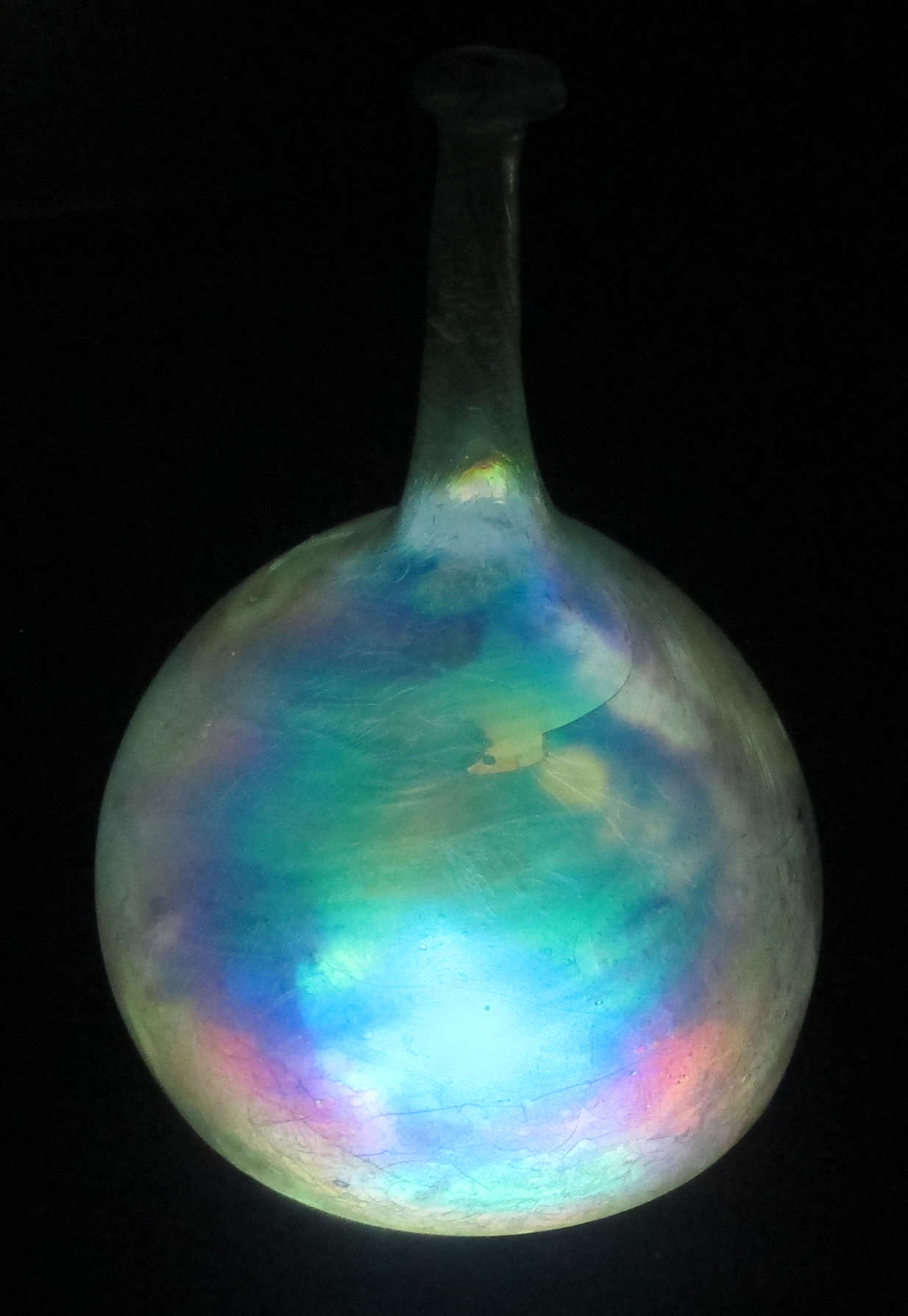
Lüszterkerámia-bevonatos üvegtárgy Bodrumból, 11. század

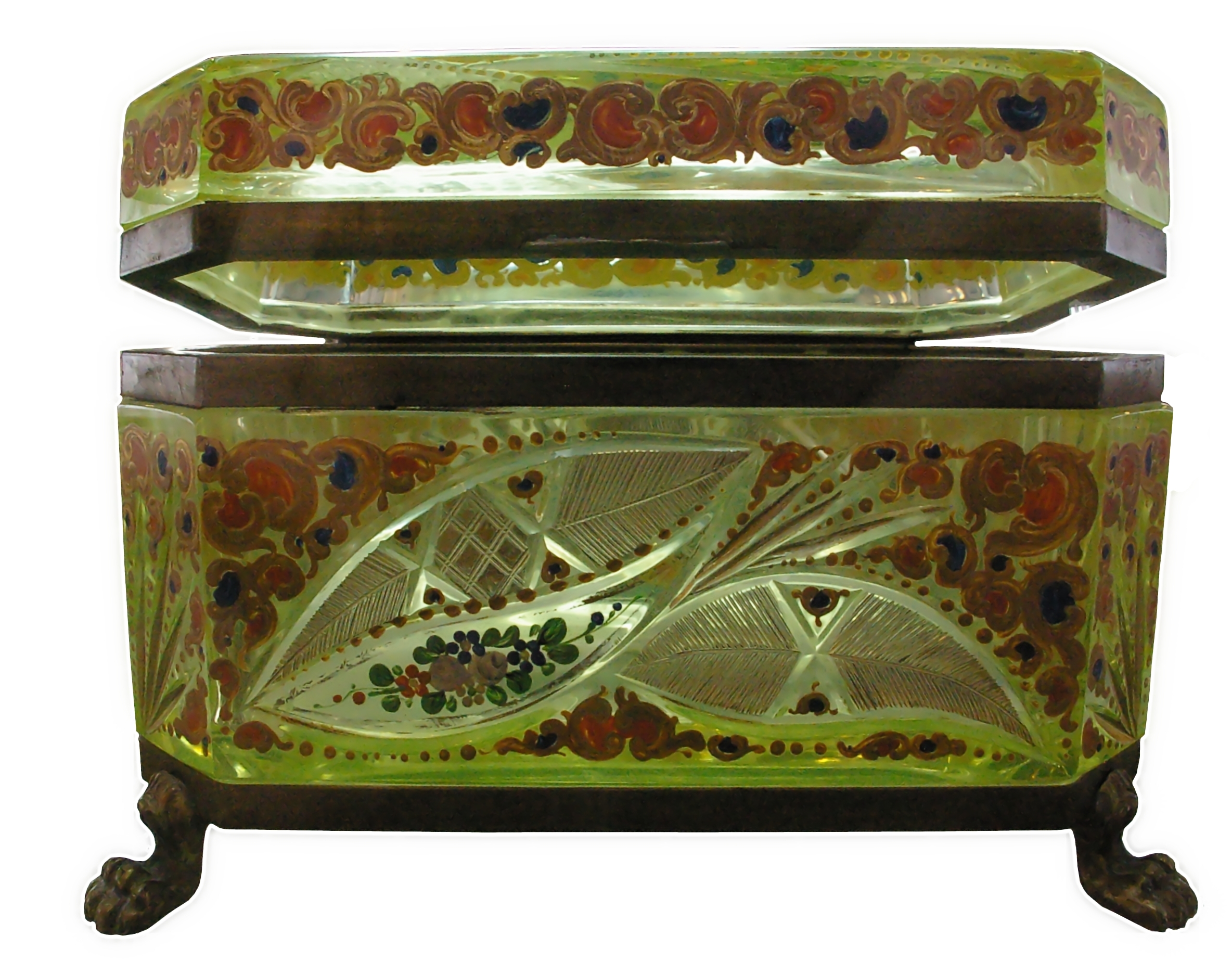
metszett üveg ékszertartó a Kádzsárok korából, 19. század, Tabriz (Irán)

Az iszlám üvegművességet az alkalmazott technikák szerint érdemes osztályozni, így megkülönböztetve az  üvegfújást, a melegen megmunkált, vágott és vésett illetve festett tárgyak szerint. A leghíresebb mesterek és műhelyek neve csak ritkán maradt fenn, több ezer anonim üvegműves, Kairótól Delhiig, adták tovább tudásukat egyik generációról a másikra, kísérleteztek a színek, formák, technikák és felületi díszítés módszereivel. 
Az egyik legfontosabb technika az üvegfújás, melynek eszközei évezredek óta változatlanok. Ezzel sikerült a legváltozatosabb formákat létrehozni. A fújt üveget fából készült öntőformák segítségével, magas technikai tudással alakították. Az üvegfúvás első századi feltalálása óta az alkalmazott eszközök ugyanazok voltak, amelyeket szinte a mai napig is használnak erre a célra.  Fúvócső, ollók, öntőformák, nyitott edények és támaszok, lapos kő, amelyen kellően alakíthatják a forró, olvadt, már felfújt üveget. 
Az üveg elterjedt az egész iszlám világban, de Délkelet-Ázsiában, Észak-Kínában és Európában a kereskedelmi tevékenység fontos eszköze is volt. Kezdetben dísztárgyként később tárolóedényként is használták az üvegeszközöket, amelyekben olajokat, parfümöket, mindenféle folyadékokat tároltak és szállítottak.  Az üveg elsőrendű eredetét elég nehéz meghatározni, hiszen sokszor nagy mennyiségben újrahasznosított üvegtörmelékkel is kereskedtek (ez a kémiai összetevők vizsgálatából derül ki), így a mesterek olcsón jutottak alapanyaghoz. A három legtermékenyebb üveggyártó terület, ahol eredeti olvasztással állítottak elő üveget az iszlám világban Fusztát (a régi Kairó) Egyiptomban, Szamarra Irakban, és Nisápur Északkelet-Iránban. A legtöbb  tárgy nem díszített üveg volt, mivel az idők folyamán már  elsősorban mindennapi használatra tervezték ezeket.  Formájukkal a gyakorlati funkciót emelik ki. 
A korai iszlám időszakban, különösen a kilencedik és tizedik században a hidegen csiszolt üveg lett a legkiemelkedőbb művészi formája az üvegtárgyak díszítésének.  A kelet-mediterrán, római kori, vagy a későbbi szászánida időszakban ismert technikát a muszlim üvegművesek továbbfejlesztették.  Egyiptomtól Iránig a metszett és vésett díszítések különböző formái terjedtek el, ahol kisebb, lábbal hajtott vagy lendkerekes köszörűkkel és fúrókkal bonyolult mintázatokat hoztak létre, akár hajszálvékony bemetszésekkel is. 
A hidegen díszített üvegtárgyakat általában a következő kategória valamelyikébe sorolják az alkalmazott eljárás vagy a minta szerint: metszett-gravírozott, fazettára csiszolt, kiemelt körvonalú, ferdén metszett dekoráció, vagy vonalas díszítésű. 
A metszett-gravírozott technikánál finom bemetszést ejtenek egy kemény, hegyes eszközzel, amely lehet például gyémánt, topáz, vagy korundszelet, ezzel hoznak létre vékony vonalas mintákat, esetleg növényi indákat, finom geometrikus alakzatokat. A fazettás dekorációval, ami az egyik hagyományos szászánida technika, általában "méhsejt" mintát hoznak létre az üvegedény felszíni csiszolásával.  A relief-technika során a körvonalak kiemelése a háttérből szintén csiszolással történik, itt a hátteret mélyesztik le annyira, hogy a körvonalak kiemelkedjenek.   Ebbe a csoportba a római ihletésű u.n. kámea üvegek tartoznak.
A leggyakoribb eljárás a különböző luxusüvegek díszítésére az úgynevezett lüszterkerámia volt. Ez a fényes hatású díszítőmód rendkívül népszerű volt, hiszen az üveget vagy a kerámiát úgy tudták különféle adalékanyagokkal bevonni, hogy az nem vesztette el eredeti csillogását. Az üveg felületét finoman porított fémoxidokkal (réz vagy ezüst) befestették, majd oxigénmentes körülmények között 600 ° C-os hőmérsékleten kiégették. A hőmérséklet elég magas volt ahhoz, hogy egyesüljön a fém az üveggel vagy porcelánnal a tárgy felületén, de nem elég magas, hogy tompítsa a felületi csillogást.  A lüszterbevonat lehetett sárga, zöld vagy piros, vagy ezek variációi.
A különböző metszési technikákat, mint például a köszörülés, ami már széles körben elterjedt a rómaiak és a szászánidák körében is, sikerült feléleszteni a 9. században, és elterjedten használták az üveg megmunkálása során is. Korai példák mutatják, hogy a bemélyített, ferdén fazettált mintákkal díszített üvegedények igen népszerűek voltak már ebben az időszakban.
A másik metszési stílus abból áll, hogy az egész hátteret eltávolítják, így a díszítőmotívum kiemelkedik, domborműves hatást kelt. Ez a technika különösen Északkelet-Iránban volt népszerű, például Nisápurban találtak számos, ezzel az eljárással díszített leletet, de szinte biztosan létezett máshol Nyugat-Ázsiában és Egyiptomban is ilyen műhely.  Népszerű volt az úgynevezett kámea technika, ahol a különböző színekre festett üvegből rétegeket szedték le és ezzel alakították ki a mintázatot. Az iszlám kámeaüveg általában színes dekorációs mintákat tartalmazott színtelen alapon. Két változata van. Az elsőnél színes foltokat alakítottak ki a tárgyon olvadt színes üvegből, majd ezt csiszolták meg a kívánt mintákkal, ez azonban a kiterjedt, nagy felületű dekorációhoz alkalmatlan volt.

## Fejlődés
Az üvegművesség története az iszlám országokban  három periódusra osztható. Az első időszakban, a késő antik és szászánida technikákat alkalmazták  a gyártás során, ebbe az időszakba  az Omajjád ( 661-750) és az Abbászida dinasztiák  ( 749-1258) alatti kézműipar tartozott. A második időszakban aranyozott és zománcozott üvegáruk készültek,  különösen poharak és mecsetlámpák, amiket elsősorban  Szíriában és Egyiptomban állítottak elő az Ajjúbida (1169–1260) és Mamlúk dinasztiák (1250–1517) alatt. A harmadik időszakot  a különböző európai üvegtermékek utánzatai jellemzik.  Az Iszlám üvegművesség néha drágakövek másolásával is kísérletezett,  és sokszor hasionló kidolgozást mutattak a drágakő feldolgozásánál, mint az üvegművességnél, ami annak köszönhető, hogy ugyanazok a mesterek különböző anyagokkal dolgoztak.
Szíriában  és Palesztinában alkalmazkodtak a római szokásokhoz, például az ott megszokott, rendkívül népszerű  kozmetikai tubust módosították kis mértékben a méret csökkentésével, amit a forró üveg manipulálásával értek el. A kiöntő részét tevefej alakra formázták, egyúttal díszítő vájatokkal látták el ezeket. Több példányt találtak ezekből a kis "dromedár lombikokból" Egyiptomban, Iránban, Irakban és Szíriában. 
Egyiptomi üvegművesek  kísérleteztek a forró üveg hajlításával, "csipkedésével" is, illetve úgynevezett bélyegzett díszítéssel, ami abból állt, hogy a forró üvegbe kisebb méretű domború vagy homorú formát nyomtak. A nyomott minták többnyire feliratok, de lehettek állatokat vagy növényeket ábrázoló, esetleg geometrikus minták is.  A leggyakoribb u.n bélyeges poharat, az érme nagyságával megegyező díszítéssel Egyiptomban állították elő nagy számban a 8. és a 15. század között.
A legtöbb pecsételt poharat hivatalos mérőeszközként is használták, a pecsét jelezte az űrmértéket.  Nyugat-Ázsiában a pecsétek emberi fejeket, madarakat és szárnyas lovakat is ábrázoltak.
A 9. – 11. században a karcos dekoráció került előtérbe, szívesen használtak mozaikszerű díszítést, kidolgozták az aranyozást, gravírozással, metszéssel hoztak létre növényi, vagy egyszerű geometrikus motívumokat. Sok vázát már mélykék üvegből állítottak elő, aminek a felülete a metszéssel fehér lett, ez alkotta a mintát. Az üveg színét fémsó adalékokkal módosították. 
A 12. a 15. századból sok üveg maradt fenn, akkor Szíriát és Egyiptomot az Ajjúbidák és a mamlúkok irányították. Több üveg dísztárgy európai uralkodók gyűjteményeiben látható, hiszen az üvegtárgyak értékes ajándékként is kedveltek voltak. A luxustermékek mellett mecsetlámpák, maradtak fent ebből a korból.  Hiányos, törött üvegedények és töredékek kerültek elő Egyiptom (Fusztát), Qus, Antinoé feltárt régi szeméttelepeiről, illetve a Nílus-völgy, és  Quseik környékéről a Vörös-tengeren; Szudánban, Szíriában Rakka és Hama területekről, illetve a leletekben igen gazdag Jeruzsálemből. Ebben az időszakban már üvegtermékek sorát állították elő, például palackokat, parfümtároló edényeket, lámpákat.  Ivóedényeket is gyakran üvegből készítettek, de az üvegtálak ekkor még szokatlanok voltak, az üveglemezek és táblák ritkák. A választék talán a mamlúk időszakban szélesebb volt mint az Ajjúbidák alatt, elsősorban  madarakkal, halakkal díszített ivóedények és csészék, valamint talpas serlegek is előkerültek.  A mamlúk típusú nagy mecsetlámpa jellegzetessé vált. Aleppóban és Damaszkuszban zománcozott üvegek gyártására specializálódott műhelyek alakultak ki a 13. és 14. században.  Nem figurális díszítésű zománcozott üvegeket találtak a keresztesek által ellenőrzött muszlim lakta városokban is, például Jeruzsálemben. Az ajjúbidák korában népszerű türkiz színű üvegtárgyakat 1250 körül áttetsző sárga-zöld üvegek váltották, de 1315 körül már a világos, kristálytiszta üveg lett a divatosabb.